# Matevž Petek
Matevž Petek (* 11. Dezember 1983) ist ein ehemaliger slowenischer Snowboarder. Er startete in den Freestyledisziplinen.

## Werdegang
Petek nahm zu Beginn der Saison 2002/03 in Berlin erstmals am Snowboard-Weltcup teil, wobei er den 45. Platz im Big Air errang. Im weiteren Saisonverlauf erreichte er mit drei Top-Zehn-Platzierungen den 15. Platz im Big-Air-Weltcup sowie den 12. Rang im Gesamtweltcup. Zudem holte er in Zell am See seinen ersten Sieg im Europacup und gewann damit die Big-Air-Wertung. Beim Saisonhöhepunkt, den Snowboard-Weltmeisterschaften 2003 am Kreischberg, belegte er den 31. Platz in der Halfpipe und den neunten Rang im Big Air. Bei der folgenden Winter-Universiade 2003 in Piancavallo kam er auf den zehnten Platz in der Halfpipe und bei den Juniorenweltmeisterschaften in Prato Nevoso auf den 13. Rang in der Halfpipe. In der Saison 2003/04 erreichte er mit Platz drei am Kreischberg seine erste Podestplatzierung im Weltcup und zum Saisonende mit zwei weiteren Top-Zehn-Platzierungen den achten Platz im Big-Air-Weltcup. Nach zwei 26. Plätzen und Rang vier zu Beginn der Saison 2004/05, holte er bei den Snowboard-Weltmeisterschaften 2005 in Whistler die Silbermedaille im Big Air. Zudem errang er dort den 46. Platz in der Halfpipe. Nach der WM gewann er mit zwei zweiten Plätzen sowie einen ersten Platz erneut die Big-Air-Wertung des Europacups. Im Weltcup wurde er am Kreischberg und holte im Big Air in Winterberg seinen ersten Weltcupsieg. Zum Saisonende errang er zweimal den vierten Platz und damit den zweiten Platz im Big-Air-Weltcup. 
In der Saison 2005/06 siegte Petek beim Europacup in Klagenfurt und bei den Weltcups in Winterberg sowie in Mailand und kam damit auf den dritten Platz im Big-Air-Weltcup. Nachdem er zu Beginn der Saison 2006/07 im Big Air in Stockholm seinen vierten und damit letzten Weltcup gewonnen hatte, belegte er bei den Snowboard-Weltmeisterschaften 2007 in Arosa den 15. Platz im Big Air. Zum Saisonende wurde er im Big Air in Moskau Dritter und kam damit auf den 19. Platz im Gesamtweltcup sowie auf den zweiten Rang im Big-Air-Weltcup. In der Saison 2007/08 gewann er mit drei ersten Plätzen erneut die Big-Air-Wertung des Europacups. In der Slopestyle-Wertung wurde er Dritter. Zudem kam er im Weltcup mit drei Top-Zehn-Platzierungen, darunter Platz drei im Big Air in Sofia auf den dritten Platz im Big-Air-Weltcup. Zu Beginn der Saison 2008/09 wurde er beim Pleasure Jam in Schladming Dritter im Slopestyle. Im weiteren Saisonverlauf triumphierte er im Big Air beim Europacup in Kopaonik und errang den 12. Platz im Big-Air-Weltcup. Beim Saisonhöhepunkt, den Snowboard-Weltmeisterschaften 2009 in Gangwon, sprang er auf den vierten Platz im Big Air. In der Saison 2009/10 holte er im Slopestyle in Kranjska Gora seinen achten und damit letzten Sieg im Europacup und errang damit den zweiten Platz in der Slopestyle-Wertung. Bei den Snowboard-Weltmeisterschaften 2011 in La Molina belegte er den 41. Platz im Big Air. Seinen 61. und damit letzten Weltcup absolvierte er im Oktober 2011 in London, welchen er auf dem 47. Platz im Big Air beendete.

## Weltcupsiege und Weltcup-Gesamtplatzierungen

### Weltcupsiege
| Nr. | Datum             | Ort        | Disziplin |
| --- | ----------------- | ---------- | --------- |
| 1.  | 5. Februar 2005   | Winterberg | Big Air   |
| 2.  | 28. Januar 2006   | Winterberg | Big Air   |
| 3.  | 4. Februar 2006   | Mailand    | Big Air   |
| 4.  | 11. November 2006 | Stockholm  | Big Air   |

### Weltcup-Gesamtplatzierungen
| Saison  | Gesamt/Freestyle | Gesamt/Freestyle | Halfpipe | Halfpipe | Big Air | Big Air |
| Saison  | Punkte           | Platz            | Punkte   | Platz    | Punkte  | Platz   |
| ------- | ---------------- | ---------------- | -------- | -------- | ------- | ------- |
| 2002/03 | 153              | 12.              | 118      | 88.      | 1055    | 15.     |
| 2003/04 | –                | –                | 191      | 67.      | 1920    | 8.      |
| 2004/05 | –                | –                | 50       | 77.      | 3150    | 2.      |
| 2005/06 | 2679             | 23.              | 69       | 89.      | 2610    | 3.      |
| 2006/07 | 2200             | 19.              | –        | –        | 2200    | 2.      |
| 2007/08 | 1980             | 42.              | -        | -        | 1980    | 3.      |
| 2008/09 | 775              | 100.             | –        | –        | 775     | 12.     |
| 2009/10 | 640              | 113.             | –        | –        | 640     | 18.     |
| 2010/11 | 440              | 68.              | -        | -        | 440     | 29.     |
| 2011/12 | 16               | 150.             | -        | -        | 16      | 80.     |